# Jack Burroughs
Jack Stephen Burroughs (Coventry, 21 marzo 2001) è un calciatore scozzese, centrocampista del Coventry City.

## Carriera

### Club
È cresciuto nel settore giovanile del Coventry City, con cui ha debuttato il 9 ottobre 2018 nell'incontro di Football League Trophy pareggiato 1-1 contro il Forest Green. Il 13 dicembre 2019 è stato ceduto in prestito per due mesi al Nuneaton Borough e un anno più tardi, con la stessa formula, è passato al Gloucester City. Di rientro da quest'ultimo prestito, il 1º maggio 2021 ha debuttato in Football League Championship (la seconda divisione inglese) nella partita pareggiata 1-1 contro l'Huddersfield Town.
Il 6 agosto 2021 è stato prestato per una stagione al Ross County, club della prima divisione scozzese, mentre nella stagione successiva è rimasto a Coventry, dove ha giocato 14 incontri fra campionato e coppe. Il 2 giugno 2023 ha prolungato il suo contratto con gli Sky Blues fino al 30 giugno 2025 ed il 10 agosto seguente è passato in prestito per tutta la stagione al Lincoln City. Il 20 agosto 2024 si è trasferito per la seconda volta in Scozia, questa volta al Kilmarnock, altro club della prima divisione locale, ma il 17 gennaio 2025 è stato richiamato per concludere la stagione al Coventry City, nuovamente nella seconda divisione inglese.

### Nazionale
Ha giocato con le nazionali giovanili scozzesi Under-19 ed Under-21.

## Statistiche

### Presenze e reti nei club
Statistiche aggiornate al 31 marzo 2025.
| Stagione             | Squadra              | Campionato           | Campionato | Campionato | Coppe nazionali | Coppe nazionali | Coppe nazionali | Coppe continentali | Coppe continentali | Coppe continentali | Altre coppe | Altre coppe | Altre coppe | Totale | Totale | Totale |
| Stagione             | Squadra              | Comp                 | Pres       | Reti       | Comp            | Pres            | Reti            | Comp               | Pres               | Reti               | Comp        | Pres        | Reti        | Pres   | Reti   |        |
| -------------------- | -------------------- | -------------------- | ---------- | ---------- | --------------- | --------------- | --------------- | ------------------ | ------------------ | ------------------ | ----------- | ----------- | ----------- | ------ | ------ | ------ |
| 2018-2019            | Coventry City        | FL1                  | 0          | 0          | FACup+CdL       | 0               | 0               | -                  | -                  | -                  | FLT         | 2           | 0           | 2      | 0      |        |
| ago.-dic. 2019       | Coventry City        | FL1                  | 0          | 0          | FACup+CdL       | 0               | 0               | -                  | -                  | -                  | FLT         | 1           | 0           | 1      | 0      |        |
| dic. 2019-gen. 2020  | Nuneaton Borough     | SFL                  | 3          | 0          | FACup           | 0               | 0               | -                  | -                  | -                  | FAT         | 0           | 0           | 3      | 0      |        |
| ago.-dic. 2020       | Coventry City        | FLC                  | 0          | 0          | FACup+CdL       | 0+1             | 0               | -                  | -                  | -                  | -           | -           | -           | 1      | 0      |        |
| dic. 2020-gen. 2021  | Gloucester City      | NLN                  | 5          | 0          | FACup           | 2               | 1               | -                  | -                  | -                  | -           | -           | -           | 7      | 1      |        |
| gen.-giu. 2021       | Coventry City        | FLC                  | 2          | 0          | FACup+CdL       | 0               | 0               | -                  | -                  | -                  | -           | -           | -           | 2      | 0      |        |
| 2021-2022            | Ross County          | SP                   | 17         | 0          | CS+CdL          | 1+0             | 0               | -                  | -                  | -                  | -           | -           | -           | 18     | 0      |        |
| 2022-2023            | Coventry City        | FLC                  | 12         | 0          | FACup+CdL       | 1+1             | 0               | -                  | -                  | -                  | -           | -           | -           | 14     | 0      |        |
| 2023-2024            | Lincoln City         | FL1                  | 29         | 0          | FACup+CdL       | 1+2             | 0               | -                  | -                  | -                  | FLT         | 3           | 1           | 35     | 1      |        |
| 2024-gen. 2025       | Kilmarnock           | SP                   | 12         | 0          | CS+CdL          | 0               | 0               | -                  | -                  | -                  | -           | -           | -           | 12     | 0      |        |
| gen.-giu. 2025       | Coventry City        | FLC                  | 0          | 0          | FACup+CdL       | 1+0             | 0               | -                  | -                  | -                  | -           | -           | -           | 1      | 0      |        |
| Totale Coventry City | Totale Coventry City | Totale Coventry City | 14         | 0          |                 | 4               | 0               |                    | -                  | -                  |             | 3           | 0           | 21     | 0      |        |
| Totale carriera      | Totale carriera      | Totale carriera      | 80         | 0          |                 | 10              | 1               |                    | -                  | -                  |             | 6           | 1           | 96     | 2      |        |

## Palmarès

### Club

#### Competizioni nazionali
- Football League One: 1

Coventry City: 2019-2020